# Wheal Hughes
Wheal Hughes är en gruva i Australien. Den ligger i regionen Copper Coast och delstaten South Australia, omkring 130 kilometer nordväst om delstatshuvudstaden Adelaide.
Runt Wheal Hughes är det mycket glesbefolkat, med 2 invånare per kvadratkilometer.. Närmaste större samhälle är Wallaroo, omkring 13 kilometer norr om Wheal Hughes. 
Trakten runt Wheal Hughes består till största delen av jordbruksmark. Genomsnittlig årsnederbörd är 502 millimeter. Den regnigaste månaden är juni, med i genomsnitt 90 mm nederbörd, och den torraste är december, med 12 mm nederbörd.